# Boromys
Boromys — рід гризунів родини ехімісові, усі відомі види якого є зниклими.
Різці Boromys помаранчево-жовтого кольору. Ці гризуни, мабуть, проживали на більшій частині Куби і острові Пінос. Вид Boromys offella, ймовірно, використовувався в їжу людьми, бо його кістки були виявлені при розкопках старого індіанського села. Деякі з кісток помітно свіжі, тому Boromys, ймовірно, зберігалися до другої половини дев'ятнадцятого століття.

## Систематика
- Рід Boromys
  - Вид Boromys offella
  - Вид Boromys torrei